# Neferneferuaton-Taszerit
| i | t · n · ra | nfr | nfr | nfr | nfr | t&A | S · r · t | A17 |

| i | t · n · ra | nfr | nfr | nfr | nfr | t&A | S · r · t | A17 |

Neferneferuaton-Taszerit (egip. Wyjątkowa Piękność Tarczy Słonecznej) – księżniczka amarneńska, czwarta z sześciu córek Echnatona i Nefertiti. Zdaniem niektórych badaczy to właśnie Neferneferuaton-Taszerit była tajemniczym współrządcą o imieniu Anchcheperure Neferneferuaton, z którym Echnaton dzielił władzę w ostatnich latach swojego panowania. 

## Życie
Urodziła się przypuszczalnie w ósmym roku panowania Echnatona w nowej stolicy Egiptu, Achetaton. Jej imię jest dokładnym powtórzeniem imienia Nefertiti (taszerit oznacza młodsza). Po śmierci swojego ojca przejęła władzę, zmieniając imię z Meritaton na Neferneferuaton.  
Prawdopodobnie to ona zaczęła odchodzić od reform religijnych ojca, przenosząc dwór królewski do Teb, do których zabrała także ciała rodziców, pochowane w Dolinie Królów. Posłała także prośbę do króla Hetytów Suppiluliumasa I o przysłanie syna, który miał stać się jej mężem. Do Egiptu został wysłany Zannanza, jednak nigdy nie dotarł na miejsce, a młoda władczyni została odsunięta od władzy.

## Śmierć i pochówek
Według niektórych źródeł zmarła w trzynastym lub czternastym roku rządów ojca, gdyż w tym czasie zniknęła z  inskrypcji. Postać Neferneferuaton w grupie rodzinnej w  królewskim grobowcu w Amarnie pokryto tynkiem, co może oznaczać, że umarła jeszcze przed uwzględnioną w dekoracji Maketaton. Prawdopodobnie nieprzypadkowo w tym samym czasie przestają się pojawiać wizerunki innych kobiet z rodziny królewskiej. Możliwe, że przyczyną takiej ilości zgonów była epidemia, która w tym czasie panowała na Bliskim Wschodzie. 

## Rodowód
| 4. Amenhotep III |  |              |  |  |                             |
|                  |  | 2. Echnaton  |  |  |                             |
| 5. Teje          |  |              |  |  |                             |
|                  |  |              |  |  | 1. Neferneferuaton-Taszerit |
| 6. Aj (?)        |  |              |  |  |                             |
|                  |  | 3. Nefertiti |  |  |                             |
| 7. Ti (?)        |  |              |  |  |                             |
|                  |  |              |  |  |                             |